# Biskupi Angoulême
Biskupi Angoulême – lista biskupów diecezjalnych francuskiej diecezji Angoulême.

## Biskupi diecezjalni
- Grimoard (992–1012)
- Lambert (1136–1148)
- Pierre (1272–1273)
- Guillaume de Blaye (1273–1307)
- Foulques de La Rochefoucauld OP (1308–1313)
- Olivier OSB (1313–1315)
- Jean (objął urząd w 1315)
- Gaillard Falguières (1318–1328)
- Aiglin de Blaye (objął urząd w 1328)
- Hélie de Pons (objął urząd w 1363)
- Jean Bertet OP (objął urząd w 1363)
- Gaillard (objął urząd w 1384)
- Guillaume OSB (objął urząd w 1391)
- Jean Fleury OCist (1412–1431)
- Robert de Montbron (objął urząd w 1431)
- Geoffroy de Melie de Pompadour (1465–1470)
- Raoul du Faou OSB (1470–1479)
- Robert de Luxembourg (1479–1493)
- Octave de Saint-Gelais (1493–1502)
- Hugo Bauzá (1503–1505)
- Antoine d’Estaing (1506–1523)
- Antoine de La Barre (1524–1528)
- Jacques Babou (1528–1532)
- Philibert Babou de la Bourdaisière (1533–1567)
- Charles de Bony (1567–1603)
- Antoine de La Rochefoucauld (1607–1634)
- Jacques Le Noël du Perron (1636–1646)
- François de Péricard (1647–1689)
- Cyprien-Gabriel Bénard de Résay (1692–1737)
- François du Verdier (1737–1753)
- Joseph-Amédée de Broglie (1754–1784)
- Philippe-François d’Albignac de Castelnau (1784–1801)
- Dominique Lacombe (1802–1823)
- Jean-Joseph-Pierre Guigou (1824–1842)
- René-François Régnier (1842–1850)
- Antoine-Charles Cousseau (1850–1873)
- Alexandre-Léopold Sebaux (1873–1891)
- Jean-Baptiste Frérot (1892–1899)
- Jean Louis Mando (1899–1900)
- Jean-François-Ernest Ricard (1901–1907)
- Henri-Marie Arlet (1907–1933)
- Jean-Baptiste Mégnin (1933–1965)
- René-Noël-Joseph Kérautret (1965–1975)[a]
- Georges Rol (1975–1993)[b]
- Claude Dagens (1993–2015)[c]
- Hervé Gosselin (od 2015)